# Waterloo (Indiana)
Waterloo é uma cidade  localizada no estado americano de Indiana, no Condado de DeKalb.

## Demografia
Segundo o censo americano de 2000, a sua população era de 2200 habitantes.
Em 2006, foi estimada uma população de 2196, um decréscimo de 4 (-0.2%).

## Geografia
De acordo com o United States Census Bureau tem uma área de
3,9 km², dos quais 3,9 km² cobertos por terra e 0,0 km² cobertos por água. Waterloo localiza-se a aproximadamente 276 m acima do nível do mar.

## Localidades na vizinhança
O diagrama seguinte representa as localidades num raio de 16 km ao redor de Waterloo.